# بیندا پاندی
بیندا پاندی (انگلیسی: Binda Pandey؛ زادهٔ ۳۰ دسامبر ۱۹۶۶) سیاستمدار اهل نپال است که عضو اولین مجمع مؤسس نپال به نمایندگی از حزب کمونیست نپال (مارکسیست–لنینیست متحد) بود.

## تحصیلات
بیندا پاندی دارای دو مدرک دانشگاهی در زمینه جنسیت و توسعه و در گیاه‌شناسی و نیز دو مدرک دکترا در تحصیل و قانون است. او دکترای خود را از دانشگاه کاتماندو در سال ۲۰۱۷ میلادی به پایان رسانده‌است.